# Lycocerus chosokeiensis
Lycocerus chosokeiensis is een keversoort uit de familie soldaatjes (Cantharidae). De wetenschappelijke naam van de soort werd in 1937 gepubliceerd door Maurice Pic.